# Jan Muroň
Jan Muroň (29. května 1919 – ???) byl český a československý politik Komunistické strany Československa a poúnorový poslanec Národního shromáždění ČSSR a Sněmovny lidu Federálního shromáždění.

## Biografie
Ve volbách roku 1960 byl zvolen za KSČ do Národního shromáždění ČSSR za Severomoravský kraj. Mandát obhájil ve volbách v roce 1964. V Národním shromáždění zasedal až do konce jeho funkčního období v roce 1968.
K roku 1968 se profesně uvádí jako předseda JZD z obvodu Dobratice.
Po federalizaci Československa usedl roku 1969 do Sněmovny lidu Federálního shromáždění (volební obvod Dobratice), kde setrval do konce volebního období, tedy do voleb v roce 1971.